# Hyoscyamus boveanus
Hyoscyamus boveanus är en potatisväxtart som först beskrevs av Michel Félix Dunal, och fick sitt nu gällande namn av Aschers. och Schweinf. Hyoscyamus boveanus ingår i släktet bolmörter, och familjen potatisväxter. Inga underarter finns listade i Catalogue of Life.